# P.S. Burn This Letter Please
P.S. Burn This Letter Please  (« PS : merci de brûler cette lettre ») est un film documentaire de Michael Seligman et Jennifer Tiexiera sorti en 2020, sur la communauté drag queen de New York,,.

## Production

### Genèse et développement
Le documentaire a pour origine la découverte en 2014 de lettres écrites par un groupe de drag queens qui vivaient dans les années 1950 à New York, adressée à un agent artistique, Ted Limato.

### Tournage
Pendant cinq ans, ls réalisateurs du documentaire retrouvent certaines des personnes encore en vie pour les interviewer.

### Fiche technique
Sauf indication contraire, les informations mentionnées dans cette section peuvent être confirmées par la base de données cinématographiques IMDb,  présente dans la section « Liens externes ».
- Réalisation : Michael Seligman et Jennifer Tiexiera
- Producteurs : Jessica Bendinger, Richard Konigsberg, Craig Olsen, Michael Seligman, Eric Szmanda, Jennifer Tiexiera
- Société de production : Lady & Bird Films
- Musique : Jonathan Kirkscey
- Photographie : Zachary Shields
- Montage : Alex Bohs et Jennifer Tiexiera
- Durée : 101 minutes

## Distinctions
- 2020, nommé au Festival L.A. Outfest [5] dans la catégorie Documentary Feature.
- 2021, nommé au Festival international du film de Cleveland [6] dans la catégorie Ad Hoc Docs Competition.

## Diffusion
Le documentaire est diffusé en streaming sur Discovery+ en janvier 2021, puis à partir du 28 juin 2021 sur iTunes et Prime.